# British-European-Airways-Flug 609

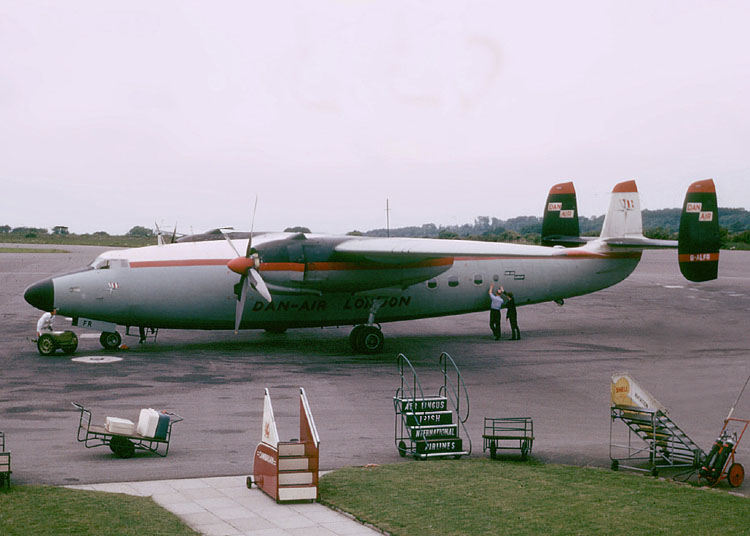
Airspeed Ambassador, 1965

British-European-Airways-Flug 609 war ein Charterflug der British European Airways am 6. Februar 1958 von Belgrad über München nach Manchester. Nach dem Auftankstopp in München kam das Flugzeug beim dritten Startversuch von der Startbahn ab und explodierte. Unter den Passagieren der Airspeed Ambassador G-ALZU („Lord Burghley“) des Typs „Elizabethan“ befanden sich die Fußballmannschaft Manchester United sowie Begleitpersonal, Fans und Sportjournalisten. Von 44 an Bord befindlichen Personen kamen 23 ums Leben, die anderen 21 wurden verletzt. Im englischen Sprachraum ist der Unfall vor allem als Munich Air Disaster oder Munich Air Crash bekannt.

## Ablauf
Nach dem planmäßigen Auftankstopp auf dem Flughafen München-Riem stellte Flugkapitän James Thain mit Copilot Ken Rayment während der ersten beiden Startversuche unregelmäßigen Ladedruck in beiden Motoren fest und brach beide Startversuche ab. Die Passagiere wurden daraufhin aufgefordert, die Maschine zu verlassen, und begaben sich in die Flughafen-Lounge. Bereits 15 Minuten später wurden sie jedoch in das Flugzeug zurückgeholt, da sich die beiden Piloten doch für einen letzten Startversuch ohne Neujustierung der Triebwerke entschieden hatten.
Um 15:03 Uhr (UTC) rollte das Flugzeug mit gleichmäßig laufenden Motoren erneut auf die Startbahn. Nachdem mit 117 kn (217 km/h) eine Geschwindigkeit erreicht war, bei der ein Start mangels verbleibender Bremsstrecke nicht mehr sicher abgebrochen werden konnte, fiel die Geschwindigkeit des Flugzeugs plötzlich auf 105 kn (194 km/h) ab. Für einen sicheren Start wären 119 kn erforderlich gewesen. Aufgrund der zum Abheben zu niedrigen Geschwindigkeit schoss die AS 57 über die Startbahn hinaus, durchbrach den Begrenzungszaun des Flughafens und streifte mit der linken Tragfläche ein nahestehendes Wohnhaus. Bei dieser Kollision wurde die Tragfläche mit dem Heck vom Rest des Flugzeugs abgerissen und das Haus geriet in Brand – die Bewohnerin und ihre drei Kinder überlebten.
Im weiteren Verlauf stürzte das Cockpit gegen einen Baum und die Steuerbordseite des Rumpfs gegen eine Holzgarage, in der neben einem Lastwagen auch Benzin und Reifen gelagert waren. Durch den Aufprall wurde eine Explosion ausgelöst.
Harry Gregg, Torwart der nordirischen Fußballnationalmannschaft, rettete Vera Lukić, die schwangere Frau eines jugoslawischen Diplomaten, und deren Tochter aus der Maschine und schleppte anschließend seine Mitspieler Bobby Charlton sowie Dennis Viollet, die reglos im Schneematsch lagen, von der Maschine weg, bevor sie explodierte.

## Hintergründe
Die Mannschaft von Manchester United war in ihrer Heimat unter dem Namen „Busby Babes“ bekannt, eine Anspielung auf ihren Trainer Matt Busby und den ungewöhnlich niedrigen Altersdurchschnitt der Spieler.
Der europäische Landesmeisterwettbewerb im Vereinsfußball war erstmals in der Saison 1955/56 – ohne englische Beteiligung – ausgetragen worden. Ein Jahr später nahm dann Manchester United am Europapokal der Landesmeister 1956/57 teil, erreichte auf Anhieb das Halbfinale und scheiterte dort am späteren Sieger Real Madrid. Auch in der Spielzeit 1957/58 nahm die Mannschaft, die erneut die englische Meisterschaft gewonnen hatte, am Europapokal der Landesmeister teil. Manchester zählte zu den Favoriten auf den Gewinn des stetig an Bedeutung gewinnenden Wettbewerbs. Die heimischen Ligaspiele wurden jeweils an einem Samstag ausgetragen und die Europapokalspiele fanden innerhalb der Woche statt. Obwohl der Flugverkehr zu dieser Zeit als riskant galt, bestand in diesem Verkehrsmittel die einzige praktische Lösung, mit der die „Busby Babes“ beide Aufgaben miteinander kombinieren konnten. Bereits bei einem Spiel gegen Athletic Bilbao hatten die Spieler am eigenen Leib erfahren, mit welchen Widrigkeiten die Luftfahrt zu kämpfen hatte. So mussten die Kicker die Tragflächen der beiden gecharterten Flugzeuge eigenhändig vom Eis befreien, um diese flugtauglich zu machen.
Der Verein hatte ein Flugzeug gechartert, das die Mannschaft nach dem erfolgreichen Viertelfinalrückspiel beim jugoslawischen Klub Roter Stern Belgrad (United gewann durch das 3:3 mit insgesamt 5:4 Toren nach Hin- und Rückspiel) nach Manchester zurückbringen sollte. Der Abflug aus Belgrad fand mit einstündiger Verspätung statt – Johnny Berry hatte seinen Reisepass verlegt. Die Maschine machte in München zum Zweck der Wiederbetankung eine Zwischenlandung.

### Auswirkungen für Manchester United

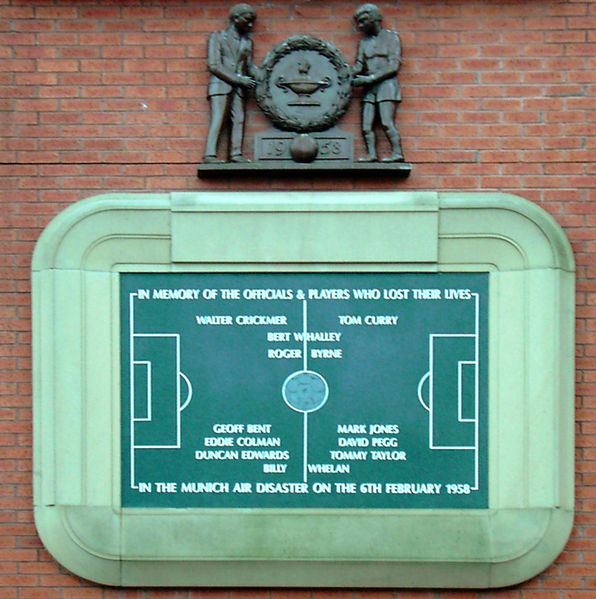
Gedenkplakette am Old Trafford

Bei der Kollision starben sieben der Spieler sofort, Duncan Edwards erlag seinen Verletzungen am 21. Februar im Münchener Klinikum rechts der Isar, wo die Überlebenden von einem Team unter der Leitung von Georg Maurer betreut wurden. Johnny Berry und Jackie Blanchflower wurden so schwer verletzt, dass sie nie wieder spielen konnten. Matt Busby wurde schwer verletzt und musste für zwei Monate im Krankenhaus behandelt werden, vor seiner Genesung erhielt er zweimal die Krankensalbung.
Obwohl bereits öffentlich über das Ende des Vereins spekuliert wurde, spielte die geschwächte Mannschaft die Saison 1957/58 zu Ende. Co-Trainer Jimmy Murphy, der nicht nach Belgrad mitgereist war, da er zu dieser Zeit parallel die walisische Nationalmannschaft betreute, sprang als Cheftrainer ein und stellte eine Mannschaft zusammen, die hauptsächlich aus Ersatz- und Jugendspielern bestand. Diese United-Mannschaft besiegte am 18. Februar im ersten Spiel nach der Katastrophe Sheffield Wednesday mit 3:0 im Achtelfinale des FA Cups. Im Stadionheft zu der Begegnung waren dabei genau die Stellen, an denen normalerweise die United-Spieler aufgeführt wurden, mit Leerraum ausgefüllt.
In der Liga gewann Manchester United nach dem Unfall in der laufenden Saison nur noch ein Spiel, wodurch sie vom dritten auf den neunten Tabellenplatz abrutschten. Trotzdem erreichten sie das Finale des FA Cups, wo sie 0:2 gegen die Bolton Wanderers verloren. Matt Busby übernahm in der folgenden Saison wieder das Training und erstellte schließlich eine zweite Generation von „Busby Babes“, darunter George Best und Denis Law, die ein Jahrzehnt nach dem Unfall, gemeinsam mit den Überlebenden Bobby Charlton und Bill Foulkes, Europapokalsieger wurden.

## Verantwortung
Nachdem zunächst menschliches Versagen des Kapitäns als Ursache für die Katastrophe ausgemacht worden war, wurde später bei der Rekonstruktion ermittelt, dass vielmehr der Schneematsch am Ende der Start- und Landebahn eine Verlangsamung verursacht und das Erreichen der sicheren Abhebegeschwindigkeit verhindert hatte. Damit war das Flugzeug einerseits zum Abheben zu langsam, hatte andererseits aber auf der Startbahn auch nicht mehr den nötigen Platz, um den Startlauf abbrechen zu können. Flugzeuge mit  Spornradfahrwerk haben zwar aufgrund ihrer geometrischen Eigenschaften in Bezug auf den Schwerpunkt normalerweise keine großen Probleme mit matschigen Oberflächen, neuere Typen wie die Ambassador mit einem Bugradfahrwerk (ein Bugrad vor und Haupträder hinter dem Schwerpunkt) wurden jedoch als anfällig eingeschätzt. Im Nachgang führte dies zu einer Diskussion über die zulässigen Schneemengen auf Start- und Landebahnen.
Trotz dieses Ergebnisses machte die Flughafenverwaltung, die für den Zustand der Start- und Landebahn verantwortlich war, aber über die Gefahr von Schneematsch für Flugzeuge wie die Ambassador keine Kenntnis besaß, den überlebenden Kapitän Thain für den Unfall verantwortlich. Ihm wurde zum Vorwurf gemacht, dass er die Tragflächen der Maschine nicht hatte enteisen lassen und daher die Verantwortung bei ihm alleine zu suchen war. Obwohl Zeugen dieser These widersprachen, stützte sich die Version der deutschen Behörde auf eine in zahlreichen Zeitungen veröffentlichte Fotografie, auf der scheinbar Schnee auf der Tragfläche zu sehen war. Als dann aber die Negative des Fotos untersucht wurden, konnte auf ihnen weder Eis noch Schnee entdeckt werden. Die Ermittlungen gegen Thain setzten sich bis 1968 fort, bevor er schließlich von den Vorwürfen vollständig freigesprochen wurde. Als offizielle Unfallursache gaben die britischen Behörden schließlich die Menge des schmelzenden Schnees auf der Startbahn an, die die Elizabethan daran hinderte, die erforderliche Abhebegeschwindigkeit zu erreichen. Thain, der kurz nach dem Unfall von der BEA entlassen worden war und nicht mehr in seinen Beruf zurückkehren konnte, zog sich zurück und widmete sich seiner Geflügelfarm in Berkshire. Im Alter von 54 Jahren starb er 1975 an einem Herzinfarkt.

## Gedenken

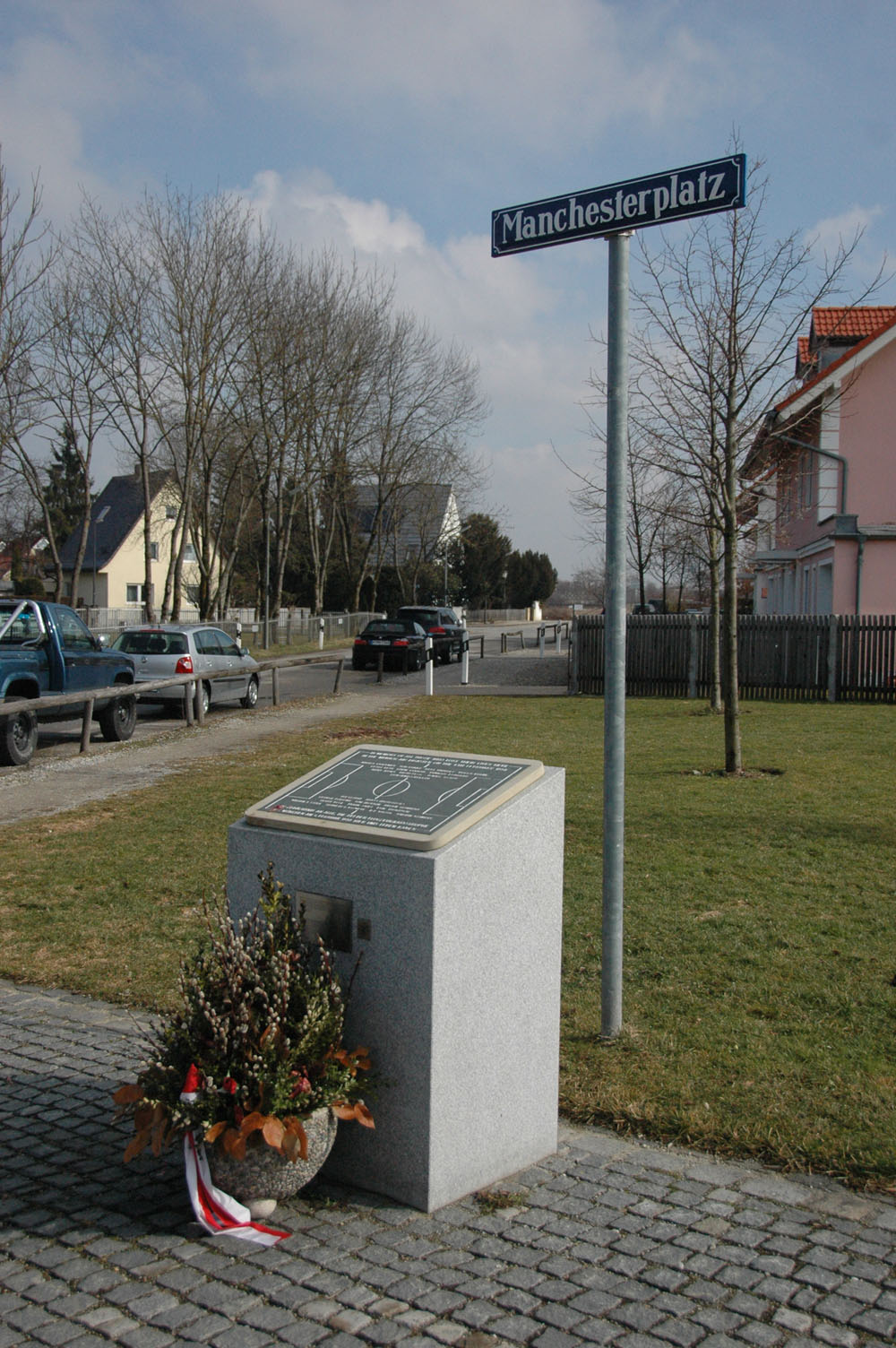
Gedenkstein im Münchener Stadtteil Trudering

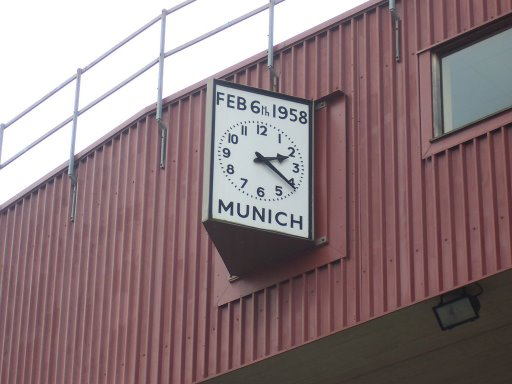
Gedenkuhr vor Old Trafford

Im Jahr 2004 hat die Stadt München am Unfallort (48° 7′ 33″ N, 11° 40′ 36,5″ O) im Stadtteil Trudering einen Gedenkstein errichtet, der ein Fußballfeld mit den Namen der Opfer zeigt. Entworfen und finanziert wurde der Gedenkstein von Manchester United. Die Plakette auf dem Stein ähnelt der, die in Manchester am Stadion Old Trafford angebracht ist. Der Platz wurde am 28. April 2008 anlässlich des 50. Jahrestages des Unfalls zum Gedenken an die Opfer als Manchesterplatz benannt. Seit 2020 befindet sich dort auch eine Vitrine mit Flaggen, Trikots, Schals und informativen Texten.
Der in Manchester geborene Sänger Morrissey veröffentlichte 2004 Munich Air Disaster, 1958 auf der B-Seite der Single Irish Blood, English Heart.

## Todesopfer

### Spieler von Manchester United
- Geoff Bent
- Roger Byrne
- Eddie Colman
- Duncan Edwards (starb nach 15 Tagen im Krankenhaus)
- Mark Jones
- David Pegg
- Tommy Taylor
- Liam „Billy“ Whelan

### Weitere Opfer
- Walter Crickmer – Vereinssekretär von Manchester United
- Bert Whalley – Chef-Assistent von Matt Busby
- Tom Curry – Ausbilder bei Manchester United
- Alf Clarke – Journalist des Manchester Evening Chronicle
- Don Davies – Journalist des Manchester Guardian
- George Follows – Journalist des Daily Herald
- Tom Jackson – Journalist der Manchester Evening News
- Archie Ledbrooke – Journalist des Daily Mirror
- Henry Rose – Journalist des Daily Express
- Eric Thompson – Journalist der Daily Mail
- Frank Swift – Journalist der News of the World, zudem ehemaliger englischer Nationaltorhüter und Spieler von Manchester City
- Kenneth „Ken“ Rayment – Kopilot (erlag drei Wochen später seinen zahlreichen Verletzungen, insbesondere seinen Kopfverletzungen)
- Bela Miklos – Reisefachmann, der den Flug organisiert hatte
- Willie Satinoff – Anhänger des Vereins, Rennbahnbesitzer und enger Freund von Matt Busby
- Tom Cable – Flugbegleiter

## Überlebende

### Spieler von Manchester United
- Johnny Berry († 1994)
- Jackie Blanchflower († 1998)
- Dennis Viollet († 1999)
- Ray Wood († 2002)
- Bobby Charlton (†  2023)
- Bill Foulkes († 2013)
- Harry Gregg († 2020)
- Kenny Morgans († 2012)
- Albert Scanlon († 2009)

### Sonstige Überlebende
- Matt Busby – Trainer von Manchester United († 1994)
- Frank Taylor – Journalist († 2002)
- James Thain – Flugkapitän († 1975)
- George (Bill) Rodgers – Funkoffizier († 1997)
- Peter Howard – Fotograf († 1996)
- Margaret Bellis – Flugbegleiterin († 1998)
- Rosemary Cheverton – Flugbegleiterin
- Ted Ellyard – Fotograf
- Vera Lukić und Tochter Venona[9] – Passagiere
- Eleanor[10] Miklos – Ehefrau von Bela Miklos
- Bato Tomašević – Diplomat († 2017).

## Verfilmung
Der Unfall mit den Folgen für die Überlebenden und Manchester United wurde im Film United (Großbritannien, 2011) verfilmt.